# Arxidiòcesi de Sevilla
L'Arxidiòcesi de Sevilla (Archidiócesis de Sevilla en castellà i Archidiocesis Hispalensis en llatí) és una demarcació de l'Església Catòlica a Espanya, que cobreix actualment la província de Sevilla i té els bisbats sufraganis andalusos de Cadis (amb Ceuta), Asidonia-Jerez, Còrdova, però també els bisbats de Cànaries i San Cristóbal de la Laguna. El seu actual titular és José Ángel Saiz Meneses.

## Límits i bisbats
Situada al sud de la península, l'arquebisbat limita amb Badajoz al nord; Màlaga i Còrdova a l'est; Cadis al sud i a l'oest amb Portugal.
Els bisbats sufraganis són:
- Bisbat de Huelva
- Bisbat de Cadis i Ceuta
- Bisbat de Asidonia-Jerez
- Bisbat de Còrdova
- Bisbat de Canàries
- Bisbat de San Cristóbal de la Laguna

Antigament, també comprenia el bisbat de Badajoz.

## Història
L'antiga Hispalis romana va ser la capital de la Bètica, els orígens de la primitiva diòcesi es remunten a època apostòlica, durant el segle I dC i la predicació de sant Geronci, bisbe d'Itàlica, a la regió bètica. Més endavant està documentat Sabí com a bisbe de Sevilla, assistent del Concili d'Iliberis (287), també el 303 se cita el martiri de les germanes santes Justa i Rufina; altres bisbes antics són recollits al Codex Emilianensis, un manuscrit de l'any 1000 conservat al monestir de San Lorenzo de El Escorial. Amb la pau de l'Església garantida per l'emperador Constantí el Gran, el bisbe Evodi va reconstruir les esglésies destruïdes durant les persecucions, entre elles, suposadament, la primera catedral de Sevilla, l'església de San Vicente. Més tard, en temps del bisbe Semproni, Sevilla és considerada la seu metropolitana de la Bètica.
L'arribada dels pobles bàrbars succeeix durant l'exercici de Glauci, el 428 i sent arquebisbe Marcià, Gunderic, rei dels vàndals va prendre els tresors de l'església de San Vicente. Tanmateix, l'església sevillana patiria altres atacs i el 441 el rei sueu Requila va desposseir del càrrec a Sabí II, que el va recuperar vint anys després. Dels arquebisbes posteriors, els més destacats van ser els sants Leandre de Sevilla, principal impulsor i artífex de la conversió al catolicisme del rei visigot Recared i del rei rebel, i després sant, Hermenegild, i Isidor de Sevilla, molt famós i clau en època medieval per la seva ingent obra literària religiosa i intel·lectual; ambdós van presidir dos concilis, Leandre el Tercer Concili de Toledo (589) i Isidor el Quart (633). Posteriorment, s'afirma que l'arquebisbe Oppas, va conspirar amb els nebots de Vítiza envers Roderic, contribuint a la traïció que duria a un major descens del poder visigot i al desastre de Guadalete.
La successió de bisbes continua després de la conquesta musulmana de la península, sent escollit Nonnit a la mort d'Oppas. La religió catòlica va ser confinada a la parròquia de San Ildefonso, fins a la restauració de l'arquebisbat amb la conquesta de la ciutat per Ferran III de Castella el 23 de novembre de 1248, després d'un setge de 15 mesos. El bisbe Gutierre de Olea va purificar la gran mesquita i la va preparar per a dur-hi una celebració religiosa el 22 de desembre. El rei va dipositar a la nova catedral dues imatges: la Mare de Déu dels Reis i la Mare de Déu de la Seu. La majoria de les altres mesquites de la ciutat van ser convertides en esglésies, només tres van ser excloses i es van deixar per als jueus per utilitzar-les com a sinagogues.
De la catedral de Sevilla, havia estat reconstruïda la primitiva mesquita de nou el 1171 per l'emir almohade, Abu-Yaqub Yússuf. La torre de la Giralda va ser obra d'Almansor. Sobre l'orientació litúrgic, quan es va fer la conversió, de la seva amplada es va prendre la longitud de la nova esglésies i es va dividir en dues parts, la inferior separada de la resta per una balustrada i un ratllat, que va formar la capella reial. La catedral es va quedar petita per a la ciutat i el capítol va decidir reconstruir-la el 1401, conservant només la Giralada i el Pati dels Tarongers. Les obres van començar el 1403 i van finalitzar el 1506.
El palau arxiepiscopal és del segle xvii amb una portada en estil plateresc.